# Jake Wightman
Jake Wightman (né le 11 juillet 1994 à Nottingham) est un athlète britannique, spécialiste des courses de demi-fond, champion du monde du 1 500 mètres en 2022 à Eugene.

## Biographie
Son père et entraineur Geoff Wightman a représenté l'Angleterre sur marathon aux Jeux du Commonwealth de 1990 alors que sa mère, Susan Tooby, a participé au marathon des Jeux olympiques de 1988. Sa tante, Angela Tooby, a remporté quant à elle plusieurs médailles internationales dans les épreuves de fond et de cross-country.

### Débuts
Il remporte la médaille d'or du 1 500 mètres lors des championnats d'Europe juniors de 2013 à Rieti en Italie. Il se classe par ailleurs septième des championnats d'Europe de 2016, à Amsterdam.
En 2017, il remporte le meeting Ligue de diamant des Bislett Games à Oslo, en portant son record personnel à 3 min 34 s 17. Il se classe deuxième des championnats d'Europe par équipes, derrière le Polonais Marcin Lewandowski.

### Premières médailles internationales (2018)

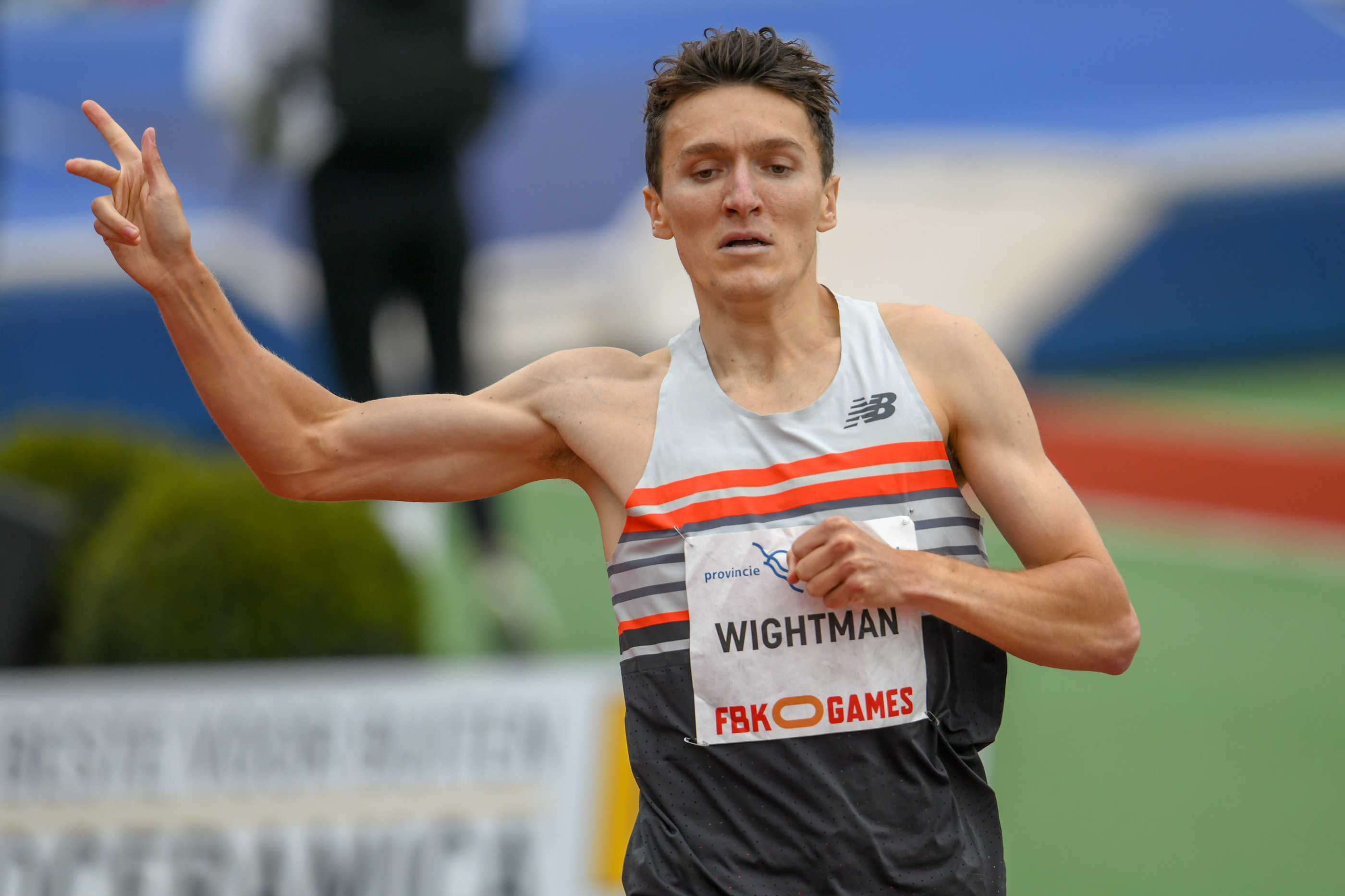
Lors des FBK Games 2021.

Il se classe 6e du 1 500 m aux Championnats du monde d'athlétisme en salle 2018. Représentant l'Écosse lors des Jeux du Commonwealth, il monte sur la troisième marche du podium de l'épreuve du 1 500 m, devancé par les Kényans Elijah Manangoi et Timothy Cheruiyot, et se classe par ailleurs 4e de l'épreuve du 800 m
Le 10 août 2018, dans le stade olympique de Berlin, Jake Wightman remporte la médaille de bronze des championnats d'Europe sur 1 500 mètres en 3 min 38 s 25, derrière le Norvégien Jakob Ingebrigtsen et le Polonais Marcin Lewandowski.
Il termine à la 5e place du 1 500 m lors des championnats du monde 2019 à Doha, en signant un nouveau record personnel en 3 min 31 s 87.
Le 14 août 2020, il brise la barrière des 3 min 30 s sur 1 500 m, et devient le second meilleur athlète britannique de l'histoire, en 3 min 29 s 47.
En 2021, il remporte sur 800 m les championnats d'Europe par équipes devant l'Espagnol Mariano García et le Polonais Mateusz Borkowski. Il participe plus tard dans la saison aux Jeux olympiques de Tokyo et se classe 10e de la finale du 1 500 m.

### Champion du monde du 1 500 m (2022)
Vainqueur en mai 2022 du meeting Ligue de diamant de Rabat en 3 min 32 s 62, il remporte son premier titre national en plein air à Manchester.
Le 19 juillet 2022, il remporte la médaille d'or du 1 500 m lors des championnats du monde à Eugene en établissant la meilleure performance mondiale de l'année en 3 min 29 s 23, son record personnel sur la distance, en devançant Jakob Ingebrigtsen et l'Espagnol Mohamed Katir. Il met fin à l'hégémonie du Kenya, titré sur cette distance sans discontinuer depuis 2011.

## Palmarès
| Date | Compétition                       | Lieu              | Résultat | Épreuve | Temps         |
| ---- | --------------------------------- | ----------------- | -------- | ------- | ------------- |
| 2013 | Championnats d'Europe juniors     | Rieti             | 1er      | 1 500 m | 3 min 44 s 14 |
| 2016 | Championnats d'Europe             | Amsterdam         | 7e       | 1 500 m | 3 min 47 s 68 |
| 2017 | Championnats d'Europe par équipes | Villeneuve-d'Ascq | 2e       | 1 500 m | 3 min 53 s 72 |
| 2018 | Championnats du monde en salle    | Birmingham        | 6e       | 1 500 m | 3 min 58 s 91 |
| 2018 | Jeux du Commonwealth              | Gold Coast        | 4e       | 800 m   | 1 min 45 s 82 |
| 2018 | Jeux du Commonwealth              | Gold Coast        | 3e       | 1 500 m | 3 min 35 s 97 |
| 2018 | Championnats d'Europe             | Berlin            | 3e       | 1 500 m | 3 min 38 s 25 |
| 2019 | Championnats du monde             | Doha              | 5e       | 1 500 m | 3 min 31 s 87 |
| 2021 | Championnats d'Europe par équipes | Chorzów           | 1er      | 800 m   | 1 min 45 s 71 |
| 2021 | Jeux olympiques                   | Tokyo             | 10e      | 1 500 m | 3 min 35 s 09 |
| 2022 | Championnats du monde             | Eugene            | 1er      | 1 500 m | 3 min 29 s 23 |
| 2022 | Jeux du Commonwealth              | Birmingham        | 3e       | 1 500 m | 3 min 30 s 53 |
| 2022 | Championnats d'Europe             | Munich            | 2e       | 800 m   | 1 min 44 s 91 |

## Records
| Épreuve      | Temps         | Lieu         | Date             |              |
| En plein air | En plein air  | En plein air | En plein air     | En plein air |
| ------------ | ------------- | ------------ | ---------------- | ------------ |
| 800 m        | 1 min 44 s 18 | Ostrava      | 8 septembre 2020 |              |
| 1 500 m      | 3 min 29 s 23 | Eugene       | 19 juillet 2022  |              |
| Mile         | 3 min 50 s 30 | Oslo         | 16 juin 2022     |              |
| En salle     |               |              |                  |              |
| 800 m        | 1 min 47 s 69 | Glasgow      | 25 février 2018  |              |
| 1 500 m      | 3 min 34 s 48 | New York     | 13 février 2021  |              |